# 伊丽莎白·贝克尔-平克斯顿
伊丽莎白·贝克尔-平克斯顿（英語：Elizabeth Becker-Pinkston，1903年3月6日—1989年4月6日），美国女子跳水运动员。她曾代表美国参加1924年和1928年夏季奥林匹克运动会跳水比赛，获得二枚金牌和一枚银牌。